# 비티쿠소
비티쿠소(이탈리아어: Viticuso)는 이탈리아 라치오주 프로시노네도에 위치한 코무네다. 로마로부터 남동쪽 130km, 프로시노네로부터 동쪽 50km 거리에 있다.